# Matthew Broderick

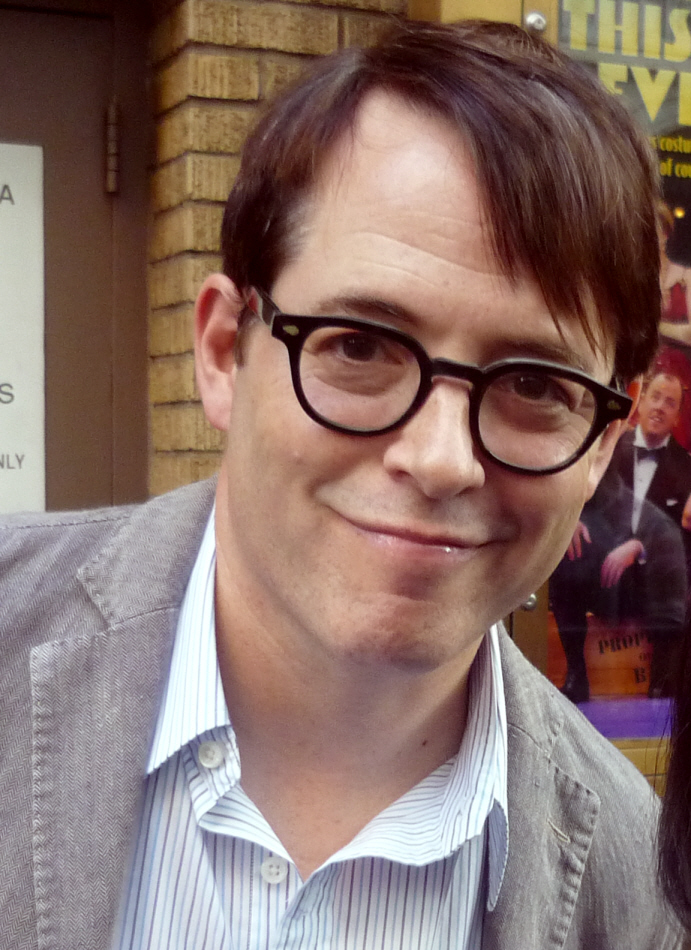
Matthew Broderick (2012)

Matthew Broderick (* 21. März 1962 in New York City, New York) ist ein US-amerikanischer Schauspieler und Regisseur. Bekannt wurde er vor allem in den 1980er Jahren durch seine Hauptrollen in WarGames (1983) und als Ferris Bueller in Ferris macht blau (1986).

## Leben

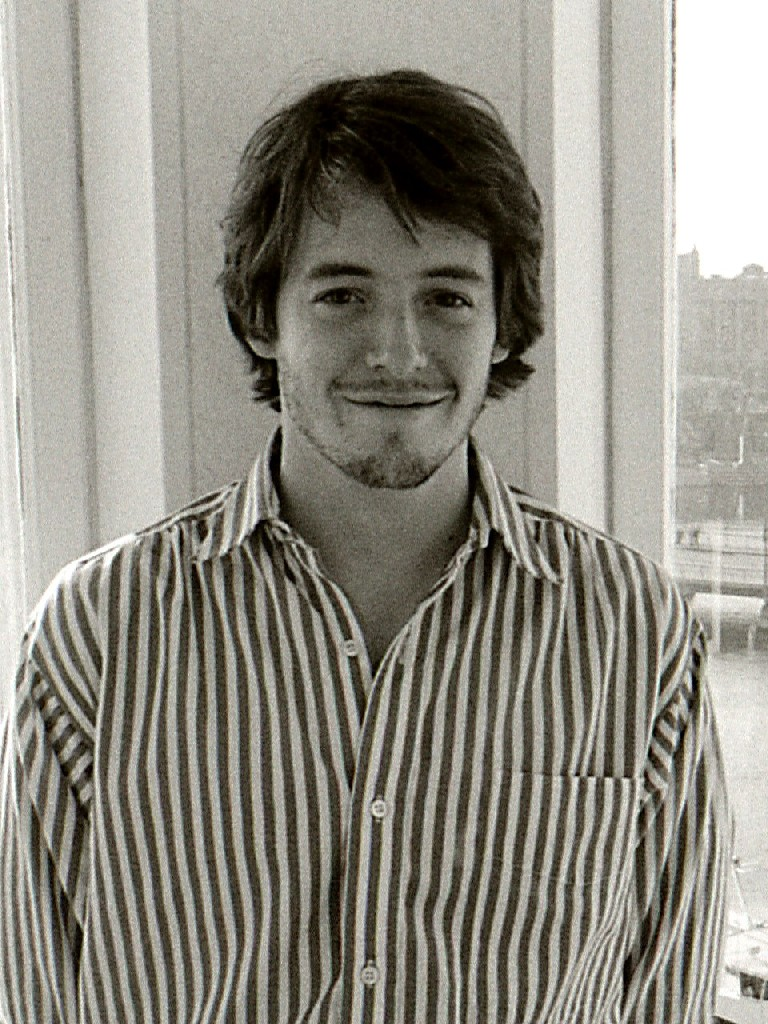
Matthew Broderick (1986)

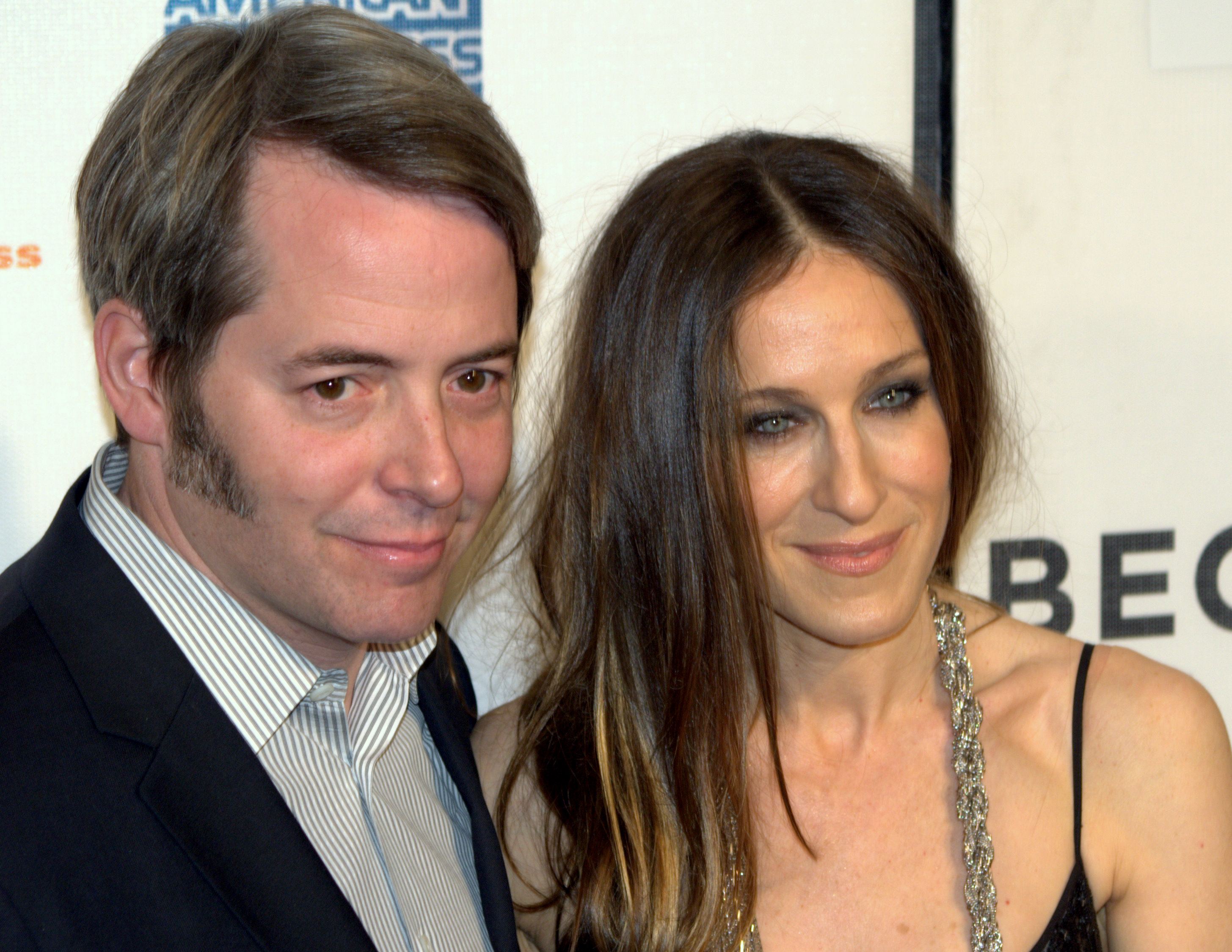
Broderick mit seiner Frau Sarah Jessica Parker beim Tribeca Film Festival 2009

### Jugend und Karriere
Der Sohn des Schauspielers James Broderick feierte 1983 in WarGames von John Badham sein Kinodebüt als Schauspieler. Dieser Hit wie auch die Teenie-Komödie Ferris macht blau machten ihn als Mitglied des Brat Pack zu einem erfolgreichen Star in seiner Altersklasse. Mit Filmen wie dem Bürgerkriegsdrama Glory oder der Krimikomödie Family Business (beide 1989) etablierte er sich als ernsthafter Schauspieler. Neben Popcornkino-Filmen wie Cable Guy – Die Nervensäge (1996), In Sachen Liebe (1997), Godzilla (1998) und Inspektor Gadget (1999) spielte er auch Hauptrollen in gefeierten Independent-Filmen wie Das Kuckucksei, Election, Mrs. Parker und ihr lasterhafter Kreis oder You Can Count on Me.
Für seine Rolle in Mel Brooks’ Broadway-Musical The Producers wurde er für seinen dritten Tony Award nominiert, dieser ging jedoch an Nathan Lane. Zuvor gewann er den begehrten Theaterpreis für seine Rollen in Brighton Beach Memoirs und How to Succeed in Business Without Really Trying. In der 2005 entstandenen Kinoadaption von The Producers verkörperte er ebenfalls die Figur des Leo Bloom.
Als Synchronsprecher hatte er als Stimme von Simba in der Originalfassung von Der König der Löwen (1994) sowie dessen Fortsetzungen großen Erfolg. Mit Eine Liebe für die Unendlichkeit gab er 1996 sein Regiedebüt. Der Film handelt vom Physiker Richard Feynman, den er auch selbst darstellte.

### Persönliches
Am 5. August 1987 verursachte Broderick einen schweren Autounfall in Nordirland, bei dem eine 63-jährige Frau und ihre 28-jährige Tochter ums Leben kamen. Broderick wurde ebenfalls schwer verletzt, seine Beifahrerin Jennifer Grey erlitt nur leichte Blessuren. Broderick wurde zu 175 US-Dollar Bußgeld verurteilt.
Seit Mai 1997 ist er mit der Schauspielerin Sarah Jessica Parker verheiratet. Zusammen mit ihr, dem gemeinsamen Sohn und den gemeinsamen Zwillingstöchtern lebt er in New York.

## Trivia
In der US-amerikanischen Sitcom Two and a Half Men wird die äußerliche Ähnlichkeit Matthew Brodericks mit dem Hauptdarsteller Jon Cryer parodiert.

## Filmografie
- 1981: Lou Grant (Fernsehserie, Folge 4x11 Generations)
- 1982: Max Dugans Moneten (Max Dugan Returns)
- 1983: WarGames – Kriegsspiele (WarGames)
- 1985: ’Master Harold’… and the Boys (Fernsehfilm)
- 1985: Der Tag des Falken (Ladyhawke)
- 1985: 1918
- 1985: Faerie Tale Theatre (Fernsehserie, Folge 4x05 Cinderella)
- 1986: On Valentine’s Day
- 1986: Ferris macht blau (Ferris Bueller’s Day Off)
- 1987: Projekt X (Project X)
- 1988: She’s Having a Baby
- 1988: Biloxi Blues
- 1988: Das Kuckucksei (Torch Song Trilogy)
- 1989: Glory
- 1989: Family Business
- 1990: Freshman (The Freshman)
- 1992: Ein Yuppie steht im Wald (Out on a Limb)
- 1993: The Princess and the Cobbler (Stimme für Tack the Cobbler in der Miramax-Version)
- 1993: Die Nacht mit meinem Traummann (The Night We Never Met)
- 1993: A Life In the Theater
- 1994: Mrs. Parker und ihr lasterhafter Kreis (Mrs. Parker and the Vicious Circle)
- 1994: Der König der Löwen (The Lion King, Stimme für erwachsenen Simba)
- 1994: Willkommen in Wellville (The Road to Wellville)
- 1995: Frasier (Fernsehserie, Folge 3x01 She’s the Boss)
- 1996: Cable Guy – Die Nervensäge (The Cable Guy)
- 1996: Eine Liebe für die Unendlichkeit (Infinity)
- 1997: In Sachen Liebe (Addicted to Love)
- 1998: Godzilla
- 1998: Walking to the Waterline
- 1998: Der König der Löwen 2 – Simbas Königreich (The Lion King II: Simba’s Pride, Stimme für Simba)
- 1999: Inspektor Gadget (Inspector Gadget)
- 1999: Election
- 2000: You Can Count on Me
- 2003: Freedom: A History of Us (Fernsehserie, 3 Folgen)
- 2003: The Music Man (Fernsehfilm)
- 2003: In tierischer Mission (Good Boy!, Stimme für Hubble)
- 2004: Marie and Bruce
- 2004: Der König der Löwen 3 – Hakuna Matata (The Lion King 1½, Stimme für Simba)
- 2004: The Last Shot – Die letzte Klappe (The Last Shot)
- 2004: Die Frauen von Stepford (The Stepford Wives)
- 2005: Strangers with Candy
- 2005: The Producers
- 2006: Blendende Weihnachten (Deck the Halls)
- 2007: Then She Found Me
- 2007: Bee Movie – Das Honigkomplott (Bee Movie, Stimme für Adam Flayman)
- 2008: Memories to Go – Vergeben... und vergessen! (Diminished Capacity)
- 2008: Finding Amanda
- 2008: 30 Rock (Fernsehserie, Folge 2x15 Cooter)
- 2008: Despereaux – Der kleine Mäuseheld (The Tale of Despereaux, Stimme für Despereaux)
- 2009: Wonderful World
- 2010: Beach Lane (Fernsehfilm)
- 2010: Louie (Fernsehserie, Folge 1x06 Heckler/Cop Movie)
- 2011: Margaret
- 2011: Aushilfsgangster (Tower Heist)
- 2011: Happy New Year (New Year’s Eve)
- 2012: Modern Family (Fernsehserie, Folge 4x8)
- 2015: Dating Queen
- 2016: Manchester by the Sea
- 2016: Regeln spielen keine Rolle (Rules Don’t Apply)
- 2018–2019: Die Conners (The Conners, 4 Folgen in Staffel 1)
- 2019: Willkommen im Wunder Park (Stimme für Junes Vater)
- 2019: Daybreak (Netflix, Staffel 1)
- 2019: Rick and Morty (Fernsehserie, Episode 4x04, Stimme)
- 2023: No Hard Feelings
- 2023: Painkiller (Miniserie)
- 2023: Only Murders in the Building (Fernsehserie)
- 2025: Elsbeth (Fernsehserie, Folge 2x12 Foiled Again)

## Auszeichnungen (Auswahl)
Screen Actors Guild Award
- 2017: Nominierung als Mitglied des Besten Schauspielensembles in einem Film (Manchester by the Sea)[4]